# Luigi Stabile
Luigi Stabile (né en 1822 à Naples et mort à une date inconnue) est un peintre italien de l'école napolitaine du XIXe siècle.

## Biographie
Luigi Stabile eut Bernardo Celentano comme élève.